# Clinton-Colden Lake
Clinton-Colden Lake är en sjö i Kanada.   Den ligger i territoriet Northwest Territories, i den centrala delen av landet, 2 800 km nordväst om huvudstaden Ottawa. Clinton-Colden Lake ligger 366 meter över havet. Arean är 737 kvadratkilometer. Den sträcker sig 57,6 kilometer i nord-sydlig riktning, och 39,6 kilometer i öst-västlig riktning.
Trakten runt Clinton-Colden Lake består i huvudsak av gräsmarker. Trakten runt Clinton-Colden Lake är nära nog obefolkad, med mindre än två invånare per kvadratkilometer.